# Борошнеу-Маре (комуна)
Борошнеу-Маре (рум. Boroșneu Mare) — комуна у повіті Ковасна в Румунії. До складу комуни входять такі села (дані про населення за 2002 рік):
- Борошнеу-Маре (1547 осіб) — адміністративний центр комуни
- Борошнеу-Мік (391 особа)
- Валя-Міке (29 осіб)
- Доболій-де-Сус (245 осіб)
- Лец (650 осіб)
- Цуфалеу (224 особи)

Комуна розташована на відстані 153 км на північ від Бухареста, 17 км на схід від Сфинту-Георге, 35 км на північний схід від Брашова.

## Населення
За даними перепису населення 2002 року у комуні проживали 3086 осіб.
Національний склад населення комуни:
| Національність            | Кількість осіб | Відсоток |
| ------------------------- | -------------- | -------- |
| угорці                    | 2758           | 89,4%    |
| цигани                    | 175            | 5,7%     |
| румуни                    | 144            | 4,7%     |
| українці                  | 2              | 0,1%     |
| не вказали національність | 7              | 0,2%     |

Рідною мовою назвали:
| Мова                  | Кількість осіб | Відсоток |
| --------------------- | -------------- | -------- |
| угорська              | 2939           | 95,2%    |
| румунська             | 145            | 4,7%     |
| не вказали рідну мову | 2              | 0,1%     |

Склад населення комуни за віросповіданням:
| Релігія                                       | Кількість осіб | Відсоток |
| --------------------------------------------- | -------------- | -------- |
| реформати                                     | 2549           | 82,6%    |
| римо-католики                                 | 205            | 6,6%     |
| православні                                   | 134            | 4,3%     |
| не релігійні                                  | 37             | 1,2%     |
| баптисти                                      | 8              | 0,3%     |
| греко-католики                                | 4              | 0,1%     |
| унітарії                                      | 4              | 0,1%     |
| лютерани (Синодально-пресвітеріанська церква) | 2              | 0,1%     |
| лютерани (Аугсбурзького сповідання)           | 1              | < 0,1%   |
| не вказали релігію                            | 13             | 0,4%     |